# Vincent Hakim
Vincent Hakim ist ein französischer theoretischer Physiker (Biophysik, Neurowissenschaften, Statistische und nichtlineare Physik).

## Leben
Hakim wurde 1981 an der Universität Paris VI promoviert (Thèse de 3e cycle/Dissertation: Deux aspects theories de jauge sur reseau: la diffusion et les series en couplage fort). Er ist Forschungsdirektor des CNRS an der École normale supérieure (Paris) (ENS) und betreute unter anderem Dissertationen an den Universitäten Paris VI und VII.
Er befasst sich mit statistischer Mechanik (z. B. Dendritenwachstum, viscous finger und Saffman-Taylor-Instabilität) und nichtlinearer Physik und Nichtgleichgewichtsphysik, Hydrodynamik, theoretischer Biophysik (z. B. kollektive Zellbewegung, Wellenausbreitung in erregbaren Geweben wie Muskeln, Wechselwirkung von Proteinen mit Genen und genetische Netzwerke) und Neurowissenschaften (Dynamik neuronaler Netzwerke in Modellen von Teilen des Gehirns wie dem Kleinhirn).
1991 erhielt er den Prix Servant, 1996 den Paul-Langevin-Preis und 2019 den Prix des trois physiciens.

## Schriften (Auswahl)
Außer die in den Fußnoten zitierten Arbeiten.
- mit Vinay Ambegaokar: Quantum theory of a free particle interacting with a linearly dissipative environment, Phys. Rev. A, Band 32, 1985, S. 423
- mit F. Guina, A. Muramatsu: Diffusion and localization of a particle in a periodic potential coupled to a dissipative environment, Phys. Rev. Lett., Band 53, 1985, S. 263
- mit Bernard Derrida, Martin R. Evans, Vincent Pasquier: Exact solution of a 1D asymmetric exclusion model using a matrix formulation, Journal of Physics A, Band 26, 1993, S. 1493
- mit B. Derrida, V. Pasquier: Exact first-passage exponents of 1D domain growth: relation to a reaction-diffusion model, Phys. Rev. Lett., Band 75, 1995, S. 751
- Nonlinear Schrödinger flow past an obstacle in one dimension, Phys. Rev. E, Band 55, 1997, S. 2835
- mit N. Brunel: Fast global oscillations in networks of integrate-and-fire neurons with low firing rates, Neural Computation, Band 11, 1999, S. 1621–1671
- mit M. J. E. Richardson, N. Brunel: From subthreshold to firing-rate resonance, Journal of Neurophysiology, Band 89, 2003, S. 2538–2554
- mit N. Brunel, P. Isope, J. P. Nadal, B. Barbour: Optimal information storage and the distribution of synaptic weights: perceptron versus Purkinje cell, Neuron, Band 43, 2004, S. 745–757
- mit P. François: Design of genetic networks with specified functions by evolution in silico, Proc. Nat. Acad. Sci. USA, Band 101, 2004, S. 580–585
- mit A. Karma: Laws of crack motion and phase-field models of fracture, Journal of the Mechanics and Physics of Solids, Band  57, 2009, S. 342–368